# New Berlin (Illinois)
New Berlin es una villa ubicada en el condado de Sangamon en el estado estadounidense de Illinois. En el Censo de 2010 tenía una población de 1346 habitantes y una densidad poblacional de 453,88 personas por km².

## Geografía
New Berlin se encuentra ubicada en las coordenadas 39°43′33″N 89°54′48″O / 39.72583, -89.91333. Según la Oficina del Censo de los Estados Unidos, New Berlin tiene una superficie total de 2.97 km², de la cual 2.97 km² corresponden a tierra firme y (0%) 0 km² es agua.

## Demografía
Según el censo de 2010, había 1346 personas residiendo en New Berlin. La densidad de población era de 453,88 hab./km². De los 1346 habitantes, New Berlin estaba compuesto por el 97.92% blancos, el 0.59% eran afroamericanos, el 0.3% eran amerindios, el 0.37% eran asiáticos, el 0% eran isleños del Pacífico, el 0% eran de otras razas y el 0.82% pertenecían a dos o más razas. Del total de la población el 0.74% eran hispanos o latinos de cualquier raza.